# Северняк
Северняк е село в Североизточна България. То се намира в община Крушари, област Добрич.

## География
Намира се до сухопътната граница с Румъния на разстояние по-малко от 1 km.
Преброяване на населението през 2011 г.
Численост и дял на етническите групи според преброяването на населението през 2011 г.:
|                     | Численост | Дял (в %) |
| Общо                | 148       | 100,00    |
| Българи             | 0         | 0,00      |
| Турци               | 141       | 95,27     |
| Цигани              | 0         | 0,00      |
| Други               | 3         | 2,02      |
| Не се самоопределят | 0         | 0,00      |
| Неотговорили        | 4         | 2,70      |

## Религии
Ислям.

## Културни и природни забележителности
Селото има две големи чешми – Севгюл чешма и Коджа чешма.